# Moneyness
En finances, moneyness és la mesura del grau al qual un derivat financer és probable que tingui valor positiu en el moment del venciment. Aquest grau pot ser mesurat en percentatge de probablitat, o en desviacions estàndard

## Valor intrínsec i valor temporal
El valor intrínsec d'una opció és el valor que té si s'exercís ara mateix. Per tant, si l'actual preu al comptat està per sobre del preu d'exercici, una opció call té valor intrínsec postiu, mentre que una opció put té valor intrínsec zero.
El valor temporal d'una opció és la prima de l'opció menys el seu valor intrínsec. Dona valor a la incertesa en la forma de l'esperança de l'inversor. També es pot considerar com el valor marginal de no exercir immediatament l'opció; en el cas d'una opció europea hom no pot escollir quan vol exercir l'opció, de manera que el valor temporal pot ser negatiu, mentre que un opció americana pot ser positiu encara que l'opció estigui out-of-money.

### ITM: In-the-money
Una opció està in-the-money si té valor intrínsec: en una call-option (dret a comprar), si el seu preu d'exercici és inferior del preu al que cotitza el subjacent en els mercats financers.

### ATM: At-the-money
Una opció està at-the-money si el seu preu d'exercici és exactament igual que el preu al que cotitza el subjacent en els mercats financers

### OTM: Out-of-the-money
Una opció està out-the-money si no té valor intrínseca: en una opció call (dret a comprar), si preu al comptat -preu al qual cotitza l'actiu subjacent- ha caigut per dessota del preu d'exercici. En una opció put és just la inversa, quan el preu al comptat s'ha enfilat per sobre del preu d'exercici. La locució deep out of the money s'empra quan el venciment és pròxim i el diferencial (gap) entre el preu d'exercici i el preu al comptat del subjacent és tan gran que és gairebé impossible que l'opció torni a estar in-the-money abans d'expirar. Per tant, una opció out-of-the-money tan sols té una valor temporal.